# Tractat de Corbeil

Regne de França el 1180
Dominis del rei de França
Vassalls del rei de França
Dominis del rei d'Anglaterra
Vassalls del rei d'Anglaterra
Dominis del comte de Tolosa

El Tractat de Corbeil fou un acord signat l'11 de maig del 1258 a Corbeil entre els procuradors del rei de França, Lluís IX, i els procuradors del rei d'Aragó, Jaume el Conqueridor, en el marc de les converses internacionals que posteriorment donaren lloc al Tractat de París. Aquests tractats posaren fi al conflicte que durant més de cent anys havia enfrontat la dinastia dels Plantagenet anglesos amb la dinastia dels Capets francesos. Amb aquests dos tractats –tractat de Corbeil i tractat de París– la monarquia francesa culminà la política expansionista iniciada per Felip II l'August per recuperar el domini efectiu del regne de França expulsant-ne les potències invasores –la Corona d'Aragó i el regne d'Anglaterra– que, després dels tractats, tan sols mantingueren el vescomtat de Carlat i les baronies de Montpeller i Omeladès d'una banda, i una fracció del ducat d'Aquitània de l'altra.
Amb el Tractat de Corbeil, concretament, es posà fi definitivament a la política de penetració i domini d'Occitània duta a terme pels comtes de Barcelona i, després, reis d'Aragó en renunciar Jaume I a tots els seus drets sobre els territoris occitans, el domini efectiu dels quals ja havia perdut el seu pare, el rei Pere el Catòlic, després de la Croada Albigesa (1208-1229) i la batalla de Muret (1213). La situació geopolítica estava agreujada per la mort de tots els seus aliats al territori (mort del comte de Provença Ramon Berenguer V el 1245 i mort del comte de Tolosa Ramon VII el 1249). En contrapartida, els procuradors de Jaume I aconseguiren que el rei de França renunciés a tots els drets que aquest afirmava tenir com a successor de Carlemany sobre els comtats catalans –comtat de Barcelona, d'Urgell, de Besalú, de Rosselló, d'Empúries, de Cerdanya, de Conflent, de Girona i d'Osona– i fossin cedits al rei d'Aragó i comte de Barcelona, fet que culminava la independència de iure –legal– dels comtats catalans respecte de França, car la independència de facto –real– l'havien exercit des de l'any 988, quan el comte Borrell II de Barcelona no renovà el pacte de vassallatge al rei de França Hug Capet un cop extinta la dinastia carolíngia.

## Context geopolític

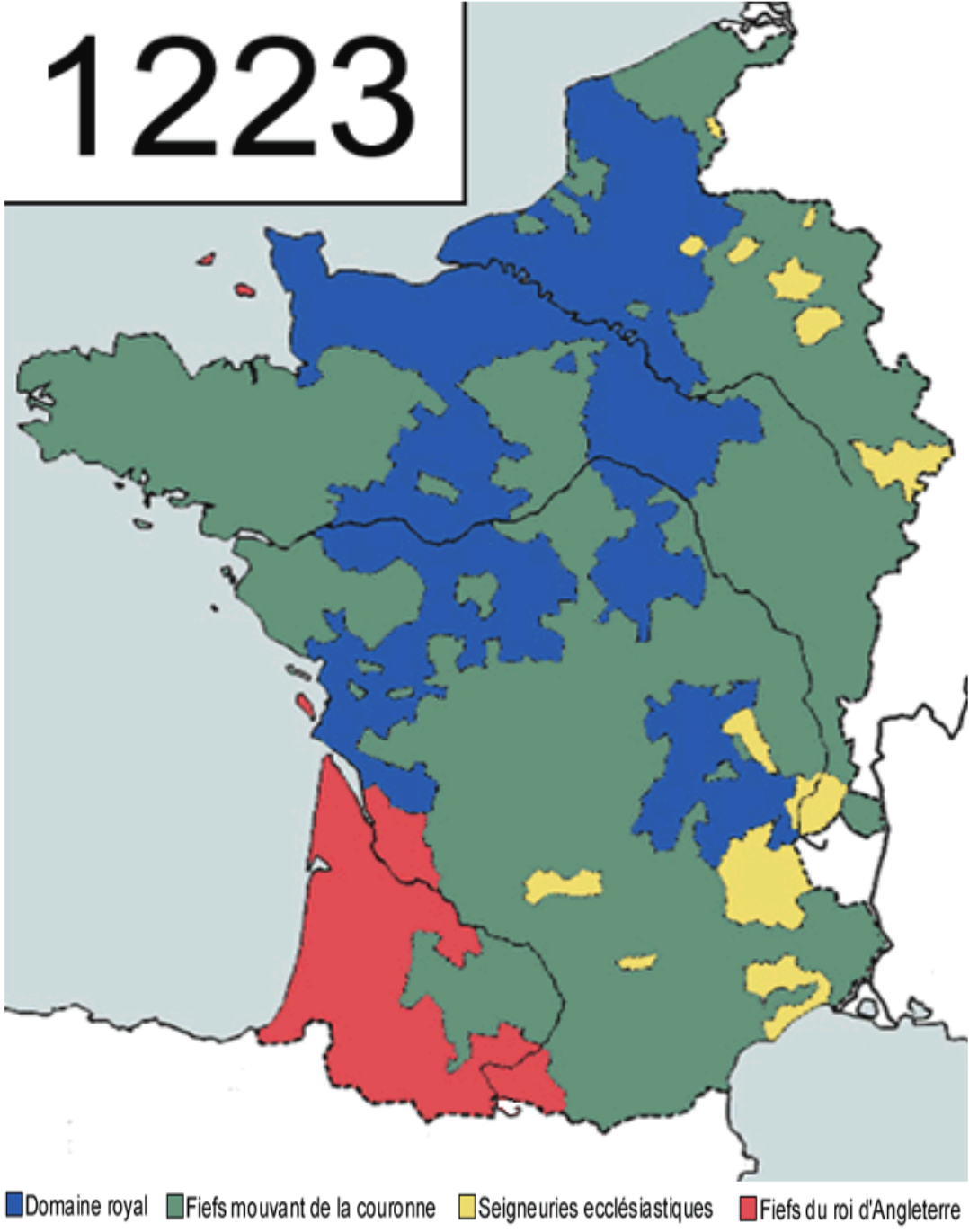
Regne de França el 1223
Dominis del rei de França
Vassalls del rei de França
Vassalls eclesials del rei de França
Dominis del rei d'Anglaterra

Durant el segle xiii França havia esdevingut el principal aliat del Papat. Amb els drets feudals sobre els territoris de l'antic Regne dels Francs, i amb l'ajuda del Papat, havia anat recuperant-ne territoris, especialment amb la Croada contra els càtars. Jaume I, després de Muret, tenia poc marge de maniobra, i tot i intentar maniobrar no havia pogut ajudar al comte de Tolosa, que acabà caient en mans de França. L'altra front, el Comtat de Provença, regit pel Casal de Barcelona, on tradicionalment si el Comte de Provença moria sense descendència passava al Comte de Barcelona, que designava un familiar seu com a nou comte, patí un canvi sobtat. Jaume I intentà arribar a Provença un cop mort el 1245 Ramon Berenguer V de Provença (cosí seu amb el qual havia compartit a la infantesa l'estada al castell de Montsó), però fou barrat per tropes franceses.
El Papat no entengué les seves reclamacions feudals. Sota les pressions de França, amb en mig de les pretensions de l'Imperi romanogermànic (del qual formava part el comtat de Provença), i amb la sorpresa de Jaume I, el Papat reconegué el casament de la filla de Ramon Berenguer V, Beatriu, amb Carles d'Anjou (germà de Lluís IX), la qual cosa representava la fi del domini del Casal de Barcelona sobre el comtat de Provença en favor de França. Ateses les males relacions amb el Papat, i les creixents reclamacions de França sobre els antics territoris del Regne dels Francs, que podien incloure els territoris fins al Llobregat, Jaume I optà per assegurar les seves possessions renunciant als drets feudals sobre Occitània (d'altra banda, virtuals) a canvi de la renúncia del rei de França als drets feudals sobre Catalunya.

## Disposicions del tractat
El rei francès, com a hereu de Carlemany, renunciava als drets sobre els Comtats Catalans i Jaume I renunciava a la Fenolleda i Perapertusès, amb el Castell de Puillorenç, el Castell de Fenollet, el Castellfisel, el Castell de Perapertusa i el castell de Querbús; a més va renunciar als seus drets sobre Tolosa, Sant Gèli, Carcí, Narbona, Albigès, Carcassonès (rebuts en feu de Tolosa el 1213), Rasès, Besiers, Lauraguès, Termenès i Menerbès (enfeudats el 1179 a Roger III de Besiers); a Agde i Nimes (llur vescomte es reconeixia feudatari del Rei d'Aragó des del 1112), i Roergue, Millau i Gavaldà (drets derivats de l'herència de Dolça de Provença). Restaven el vescomtat de Carlat o Carladès i la senyoria de Montpeller amb la baronia d'Omeladès. La renúncia als drets feudals sobre Foix va ser rebutjada pel rei al moment de ratificar el document el 16 de juliol del 1258. El tractat es segellà amb el casament de la filla de Jaume I, Elisabet, amb Felip, hereu de Lluís IX.
| «                                                                                                | Coneixent tots que quan entre el senyor rei de França d'una banda i el senyor del rei d'Aragó, de Mallorca i de València, comte de Barcelona i d'Urgell i senyor de Montpeller de l'altra, va ser sotmesa a revisió la matèria en qüestió, el rei de França va dir que els comtats de Barcelona, Besalú, Rosselló, Empúries, Cerdanya, Urgell, Conflent, Girona i Osona amb les seves pertinences del regne de França i feus seus eren i, d'altra banda, l'esmentat rei d'Aragó deia que tenia dret sobre Carcassona i el seu territori, sobre Rodés i el seu territori, Lauraguès i el seu territori, Termenès i el seu territori, Besiers i el vescomtat de Besiers, Agde i el seu territori, Albi i el seu territori, Roergue i el seu territori, el comtat de Foix, Caors i el seu territori, Narbona i el ducat de Narbona, Menerba i el seu territori, Fenollet i el seu territori, la terra de Sault, Perapertusès i el seu territori, Millau amb tot el comtat de Millau, Credona amb el vescomtat de Credona, Gavaldà, Nimes i el seu territori, Tolosa amb tot el vescomtat de Tolosa i Sant Gèli, amb tots els honors, districtes, drets i pertinences que els pertanyen. Finalment nos, Arnau bisbe de Barcelona per la gràcia de Déu, Guillem prior de Santa Maria de Cornellà, i Guilhem de Ròcafuèlh, ocupant la possessió abans esmentada del senyor rei d'Aragó a Montpeller, procuradors enviats especialment per a aquesta qüestió pel mateix rei d'Aragó davant el dit senyor rei de França, vam accedir en pròpia persona al mateix rei i li vam mostrar amb aquestes paraules les cartes de procuradors segellades amb el mateix segell del senyor rei d'Aragó. [...] Nosaltres, al seu torn, els procuradors abans esmentats en nom del mateix senyor rei d'Aragó, dels seus hereus i successors, i representant en condició de procuradors a l'abans esmentat rei de França i als seus, als seus hereus i successors, defensors de la causa del mateix o dels seus antecessors, d'altra banda en correspondència, aixequem, cedim, definim, tornem absolutament, especial i expressament, qualsevol dret i possessió que bé pogués tenir el mateix senyor rei d'Aragó, en el que té o de qualsevol, o bé digués també que tenia, tant en dominis com en senyorius, com en feus o qualssevol altres coses, a Carcassona i el seu territori, a Rodés i al seu territori, al Lauraguès i al seu territori, i al Termenès i al seu territori, i a Menerba i al seu territori, i al Fenollet i al seu territori, i al Pertús i al seu territori, i al comtat de Millau i Gavaldà, i a Nimes i al seu territori, i al comtat de Tolosa i Sant Gèli, i en totes les altres terres jurisdicció de Ramon, si escau al comtat de Tolosa, i als rendiments i transaccions també percebudes per si mateix o pels seus antecessors. | » |
| — Fragment de la transcripció de la còpia del document conservat a l'Arxiu de la Corona d'Aragó. | |   |

El 17 de juliol el rei va renunciar als drets a Provença en favor de Margarida, filla de Ramon Berenguer V i esposa del rei francès. Els reis de França però van continuar essent hostils i el 1272 el rei va haver de fortificar el Sabartès, amenaçat pels francesos.